# Salmanassar I.
Salmanassar I. (Šalmaneser I. či akkadsky Šulmanu-aššaridu –„Bůh (Šulman) je vůdce“) byl král Asýrie (1274–1245 př. n. l. nebo 1265–1235 př. n. l.), syn Adad-nirariho I. a jeho následník na trůnu.
Podle jeho záznamů, objevených v Aššúru, v prvním roce vlády dobyl osm zemí na severozápadě a zničil pevnosti v Arinnu; prach z rozbořeniště přivezl do Aššúru, kde ho slavnostně rozmetal. V druhém roce u moci porazil Šattuara, krále Hanilgabatu (Mitanni), a jeho chetitské a aramejské spojence. Pak začlenil pozůstatky mitannského království do jedné z asyrských provincií. Salmanassaru I. je také připisováno vypíchnutí jednoho oka každému ze 14 400 nepřátelských zajatců.
Byl prvním asyrským králem o kterém víme, že dal přednost deportaci poražených nepřátel do různých konců svého impéria před prostým kompletním vyvražděním. Tato politika se stala velmi používanou i za vlády jeho nástupců.
Podařilo se mu dobýt celou zemi „od Taida po Irridu, vše od hory Kašár po Eluhat a pevnosti od Sudu, Harranu po Karchemiš na Eufratu.“ Postavil paláce v Aššúru a Ninive, obnovil „chrám-svět“ v Aššúru, a založil město Nimrud.
Po jeho smrti se králem stal jeho syn Tukulti-Ninurta I.